# 奥布施塔特
奥布施塔特是德国巴伐利亚州的一个市镇。总面积11.92平方公里，总人口734人，其中男性370人，女性364人（2011年12月31日），人口密度62人/平方公里。